# Wydrzyk tęposterny
Wydrzyk tęposterny, wydrzyk żółtoszyi (Stercorarius pomarinus) – gatunek ptaka z rodziny wydrzyków (Stercorariidae) wielkości mewy siwej.

## Występowanie
To gatunek arktyczny. Gnieździ się na północnych krańcach Europy (od Półwyspu Kanin do Uralu), Azji i Ameryki, również w zachodniej Grenlandii. Na przelotach, głównie w październiku i listopadzie, pojawia się na wybrzeżach Morza Północnego (wyjątkowo nawet Morza Śródziemnego) i Bałtyckiego, a niekiedy i w głębi Polski. Przeloty jesienne nad Bałtykiem od sierpnia do listopada, wiosenne w kwietniu i maju. Od lipca i sierpnia wzdłuż wybrzeży kieruje się na zimowiska przy wybrzeżach Ameryki Południowej i Środkowej, Afryki, Australii i na Oceanie Indyjskim.
W Polsce i na polskich wodach przybrzeżnych do końca 2017 roku odnotowano około 258 stwierdzeń ptaków tego gatunku, łącznie obserwowano około 704 osobników. Po 2017 roku stwierdzenia tego gatunku nie podlegają weryfikacji przez Komisję Faunistyczną Sekcji Ornitologicznej Polskiego Towarzystwa Zoologicznego.

## Morfologia
Cechy rozpoznawcze
U starych ptaków w szacie godowej dwie środkowe sterówki 7–10 cm dłuższe od innych sterówek, poza tym szpachlowato rozszerzone, ścięte i skręcone (od tego wzięła się ich nazwa rodzajowa). Upierzony czarnobrązowo z białym brzuchem i szyją oraz żółtymi policzkami. Dawna nazwa „żółtoszyi” nie była szczęśliwie dobrana, gdyż barwa szyi nie zawsze może służyć jako cecha rozpoznawcza. Czerń na wierzchu głowy sięga aż do nasady dzioba. U samców może czasem brakować typowej brązowej obroży na szyi. W upierzeniu spoczynkowym szyja i wierzch głowy białoplamiste. Młode na grzbiecie mają rude poprzeczne prążki, a sterówki wystają im za linię ogona tylko na 0,5–1,5 cm, krótsze są też u dorosłych ptaków w upierzeniu spoczynkowym. Lata prostoliniowo, wolno i równomiernie; płytko uderza skrzydłami.
Nie wyróżnia się podgatunków, występują natomiast dwie odmiany barwne: 
- jasna, gdzie brzuch jest biały, boki ciemno prążkowane tak, że prążki te tworzą dwa pasy przechodzące przez pierś,
- ciemna, tę można rozpoznać po sterówkach, sposobie lotu, krępej sylwetce i ciemnobrązowym brzuchu. Występuje rzadziej niż forma jasna.

Większy od mewy śmieszki. Jest mniejszy od wydrzyka wielkiego, ale większy i bardziej krępy od podobnego wydrzyka ostrosternego (zwłaszcza osobniki młodociane). Na ogół znacznie rzadszy od wydrzyka ostrosternego. Ma jaśniejsze lotki I rzędu, spokojniejszy lot i mocniejszy dziób.
Wymiary
- Długość ciała: 45–48 cm
- Rozpiętość skrzydeł: 110–114 cm
- Skrzydło złożone: 34–37 cm
- Środkowe sterówki ogona: 19–22,5 cm
- Zewnętrzne sterówki: 5,5–10,5 cm
- Masa ciała: 469–556 g

## Ekologia i zachowanie

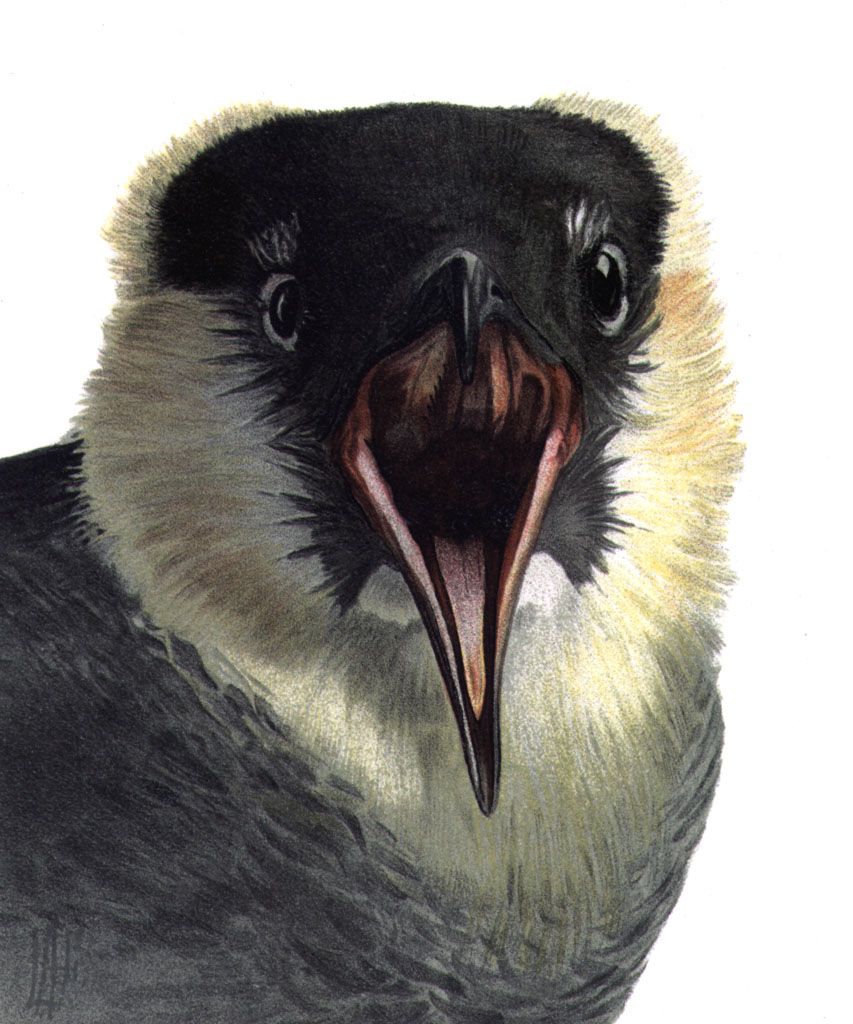
Dorosły wydrzyk tęposterny

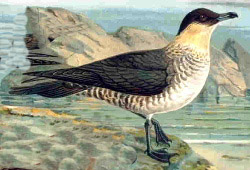
Wydrzyk w upierzeniu godowym

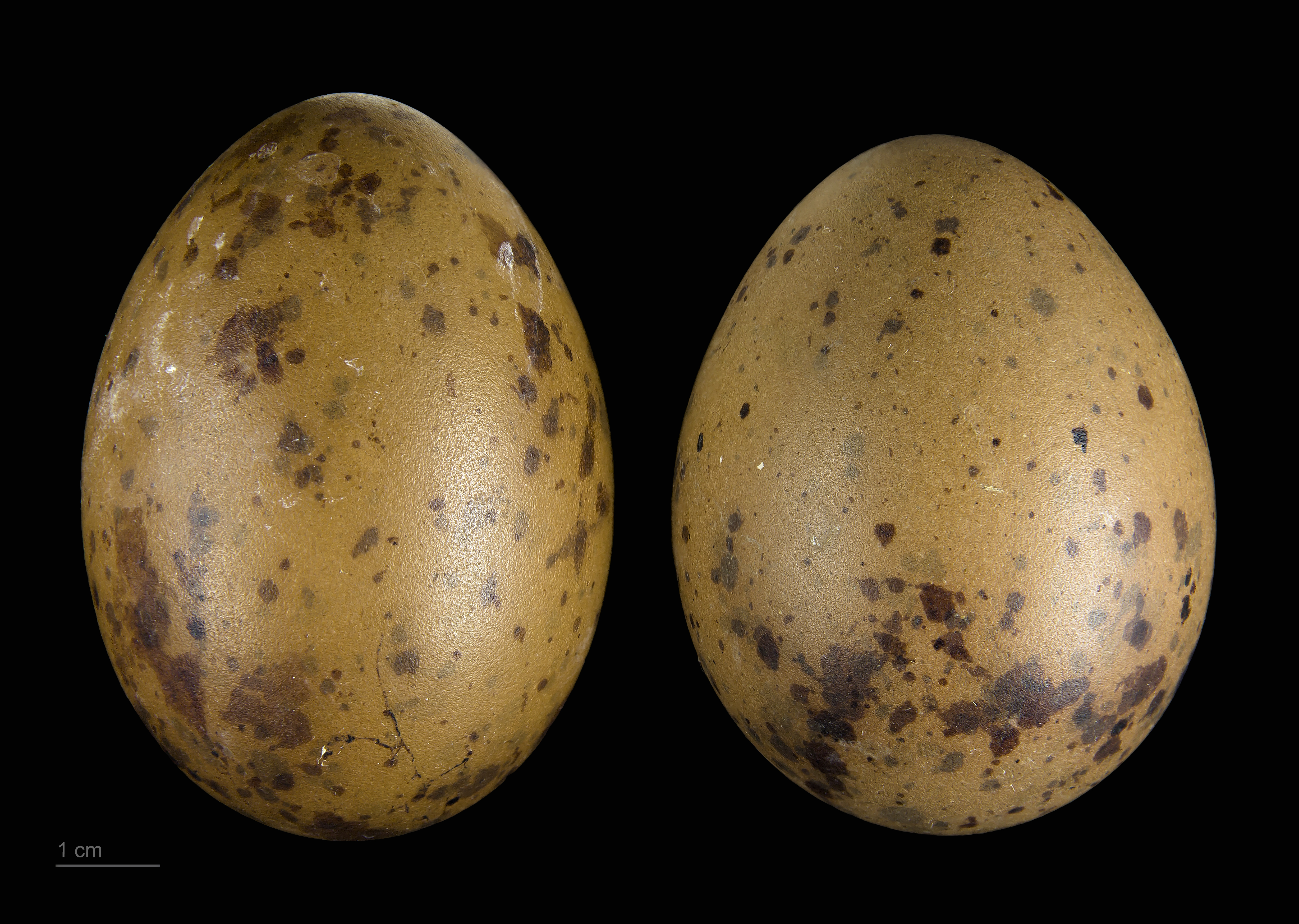
Jaja z kolekcji muzealnej

BiotopGniazduje osobno lub w niewielkich koloniach na wybrzeżach północnych mórz, na bagnach nad jeziorami i powolnymi rzekami w tundrze. W czasie przelotów we wrześniu i październiku dość rzadko spotkać go można w głębi lądu. Zimą opuszcza te surowe warunki i kieruje się na południe. Zimuje na otwartym morzu i wzdłuż wybrzeży półkuli północnej i południowej.
GłosW podnieceniu przeraźliwe okrzyki toli, toli, toli poza tym przeciągłe miauczenie ijee i chrapliwe wicz-ju.
GniazdoW tundrze płytkie zagłębienie lub jamka w mchu i trawie, bez wysłania. Wydrzyki nie gniazdują, gdy brakuje pokarmu, a zwłaszcza lemingów (i ich masowych pojawów). Wynika to z tego, że karmią zazwyczaj swoje dwa młode tymi gatunkami norników.
JajaSkłada 2–3 brązowozielone jaja w ciemne plamki, podobne do jaj mew, ze względu na klimat Dalekiej Północy w czerwcu lub lipcu.
Okres lęgowyJaja wysiadywane są na zmianę przez oboje rodziców przez 24–28 dni. Oboje też zajmują się wychowaniem młodych, aż te nauczą się latać. Pisklęta szybko opuszczają gniazdo, ale rodzice karmią je w jego pobliżu. Puch młodych jest szarobrązowy.
PożywienieGłównie lemingi i inne niewielkie gryzonie północne (od ich liczebności zależy często rozmnożenie populacji wydrzyka), ryby, raki morskie, owady, pierścienice, a w okresie lęgowym wybierają jaja i pisklęta innych ptaków. Zachowanie wydrzyków przypomina działania pasożyta. Atakują ptaki żyjące nad morzami i wyrywają one mewom i rybitwom z gardzieli zdobycz.
Na lemingi poluje z zasiadki, lotu patrolowego lub czasem wygrzebuje je z ziemi.

## Status i ochrona
Międzynarodowa Unia Ochrony Przyrody (IUCN) uznaje wydrzyka tęposternego za gatunek najmniejszej troski (LC – Least Concern) nieprzerwanie od 1988 roku. W 2015 roku organizacja BirdLife International szacowała liczebność europejskiej populacji na około 40 tysięcy dorosłych osobników; wstępnie obliczona w oparciu o te dane liczebność światowej populacji wynosi około 400 tysięcy dorosłych osobników. Ze względu na brak dowodów na spadki liczebności bądź istotne zagrożenia dla gatunku BirdLife International ocenia globalny trend liczebności populacji jako prawdopodobnie stabilny; trend liczebności populacji europejskiej nie jest znany.
W Polsce wydrzyk tęposterny jest objęty ścisłą ochroną gatunkową.